# Estação Ferroviária de Porto-Trindade
A Estação Ferroviária de Porto - Trindade foi a principal interface ferroviária das Linhas do Porto à Póvoa e Famalicão e de Guimarães, servindo a cidade do Porto, em Portugal. Funcionou desde 30 de Outubro de 1938 até 28 de Abril de 2001, data em que foi encerrada para as obras de construção da Estação Trindade do Metro do Porto.

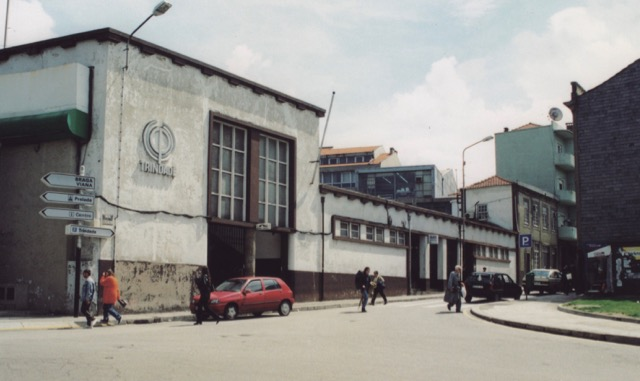
Estação da Trindade, pouco tempo antes de ser demolida

## Descrição
A estação de Porto - Trindade foi o principal terminal da rede ferroviária métrica dos arredores do Porto, que era formada pelas linhas de Guimarães, do Porto à Póvoa e Famalicão, e pelo Ramal de Matosinhos. A gare situava-se junto à Rua Alferes Malheiro, no centro da cidade do Porto. A estação ficava junto ao Túnel da Trindade. A estação da Trindade servia, desta forma, como um dos principais corredores de acesso entre o centro e a zona suburbana a Norte da cidade do Porto.
Para a gestão do tráfego, foi inicialmente instalado um sistema de sinalização eléctrica, conjugado com um esquema de encravamentos mecânicos do tipo Saxby, que tornavam a circulação mais segura.
O edifício da estação foi construído na década de 1940, tendo sido descrito pelo jornal Diário de Lisboa como «uma construção sobria, de certa elegancia e proporções, que apresenta duas largas portas para a entrada dos passageiros. Duas janelas altas iluminam o vestibulo, onde ficarão instaladas as bilheteiras e o despacho de bagagens. Num corpo ligado, ficarão o gabinete do chefe da estação, telegrafo, cantina e as saidas para os passageiros».

## História

### Antecedentes
Em 19 de Junho de 1873, o Barão de Kessler e Temple Ellicot foram autorizados a construir e explorar uma linha férrea entre o Porto e a Póvoa de Varzim, que foi inaugurada em 1 de Outubro de 1875, sendo a estação do Porto situada na Boavista. No entanto, esta gare ficava demasiado longe do centro da cidade, dificultanto as ligações entre o Porto e as localidades servidas pelo caminho de ferro.

### Planeamento
Em 20 de Janeiro de 1913, a Companhia do Caminho de Ferro do Porto à Póvoa e Famalicão foi autorizada a expandir a linha até à Trindade, onde deveria ser construída uma nova estação. Em 1926, voltou a pedir a construção deste troço, junto com a ligação entre a Senhora da Hora e a Trofa, unindo a Linha da Póvoa à Linha de Guimarães. Em 14 de Janeiro de 1927, esta empresa foi fundida com a Companhia do Caminho de Ferro de Guimarães, formando a Companhia dos Caminhos de Ferro do Norte de Portugal.
Com a ligação à Linha de Guimarães na Trofa, concluída em 14 de Março de 1932, a Linha da Póvoa afirmou-se como uma importante rede ferroviária suburbana, continuando, no entanto, a sofrer da falta de uma estação no centro da cidade. Em princípios de 1933, as obras da continuação até à Trindade já estavam muito adiantadas, prevendo-se a sua abertura até ao final daquele ano. Este empreendimento enfrentou grandes dificuldades, devido especialmente ao elevado número de expropriações que foram necessárias, e à escavação do Túnel da Lapa, tendo os custos alcançado o dobro do orçamento previsto aquando do início das obras. Em Janeiro de 1933, ainda não se tinha começado a construir a estação, estando ainda os trabalhos preparatórios e as negociações a serem feitas, tendo-se procurado utilizar tanto quanto possível materiais e mão de obra portuguesas. Originalmente, foi planeada a construção de um edifício monumental para a estação da Trindade, no topo da Avenida dos Aliados, com faces para as Ruas do Bonjardim e Formosa. Além dos serviços ferroviários, a estrutura também albergaria os escritórios da companhia, um posto de divulgação turística, e vários estabelecimentos comerciais, incluindo um restaurante e um hotel. O prolongamento da linha até à Trindade deveria fazer parte de um conjunto de medidas introduzidas pela Companhia do Norte para expandir e modernizar a rede suburbana de via estreita do Porto.

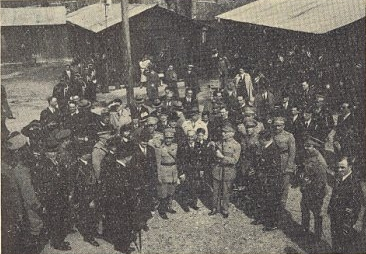
Inauguração do Túnel da Trindade, em 14 de Março de 1932.

### Paralisação das obras
O Decreto-lei n.º 22.951, de 5 de Agosto de 1933, ordenou a imediata demissão dos conselhos administrativo e fiscal da Companhia do Norte, e a sua substituição por uma comissão administrativa nomeada pelo Ministro das Obras Públicas e Comunicações, alegando que a empresa estava a passar por uma grave crise financeira, não podendo assumir os seus compromissos. Com efeito, para a execução deste plano, a Companhia do Norte entrou em grandes despesas, tendo, por exemplo, sido forçada a vender acções à divisão do Minho e Douro da Companhia dos Caminhos de Ferro Portugueses. Com a entrada em vigor deste diploma, as obras foram suspensas, apesar de já terem sido feitas as expropriações necessárias à construção da estação. O local que tinha sido escolhido para a nova estação situava-se no topo da Avenida dos Aliados, ao lado do edifício da Câmara Municipal, num terreno que pertencia à autarquia. Posteriormente, foram feitas novas negociações com o município, trocando o terreno onde estava originalmente planeada a estação, de valor muito elevado, para outros de menor importância, no horto municipal. Assim, a estação foi passada para além da Rua Fernandes Tomás, ficando paralela à Igreja da Trindade. Devido aos maiores condicionamentos no local, preconizou-se uma redução nas dimensões do edifício, perdendo as instalações comerciais e turísticas, e diminuindo as infra-estruturas de uso ferroviário.
Em 19 de Fevereiro de de 1934, a Associação Comercial do Porto enviou uma representação ao governo para a continuação das obras, tendo o ministro das Obras Públicas respondido, em 27 de Março, que o governo estava a acompanhar o assunto, mas após cerca de cinco meses de inactividade, a Associação Comercial voltou a enviar uma representação ao Ministro. Em finais de 1935, a situação continuava paralisada, prosseguindo as negociações com os credores da Companhia.

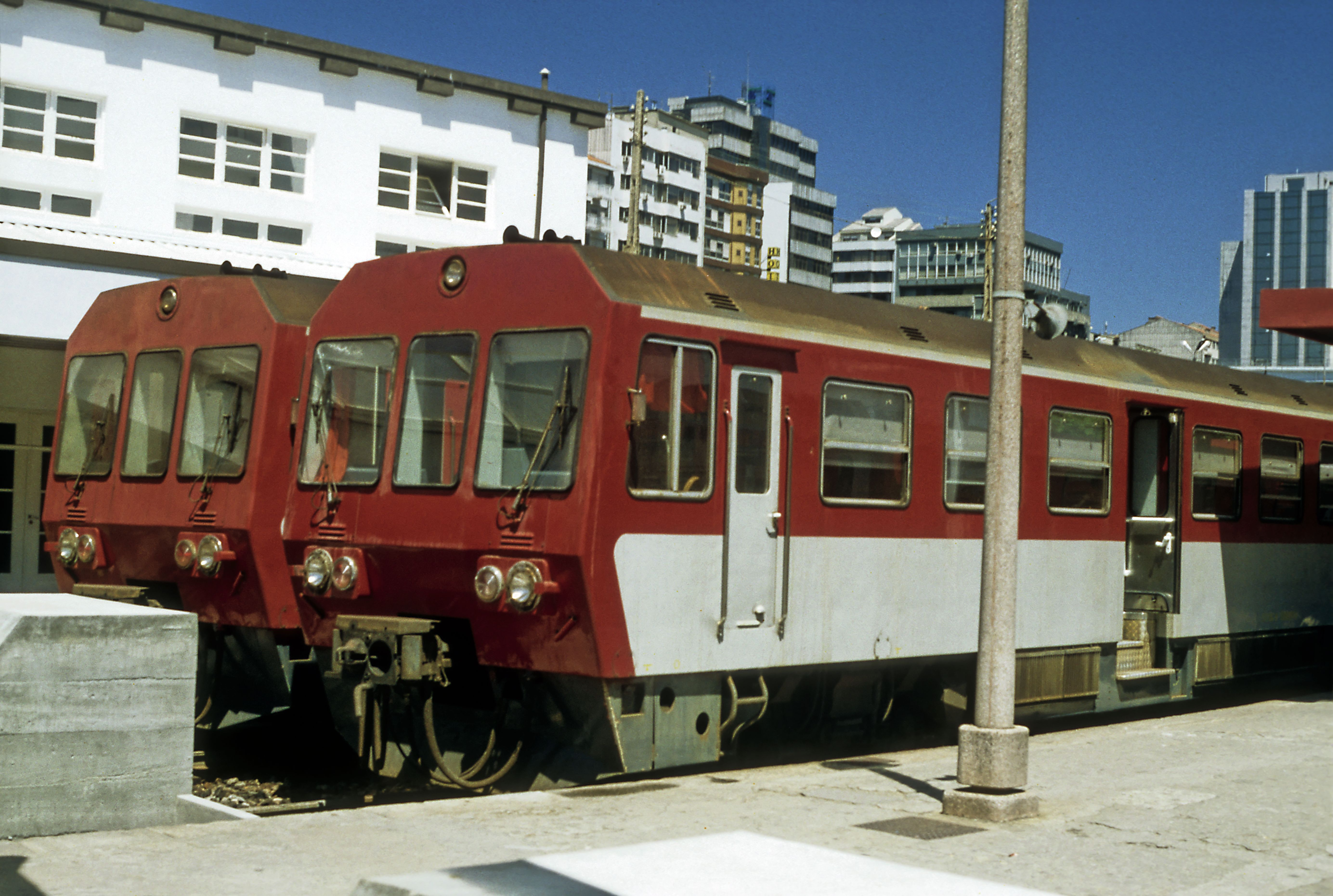
Estação de Porto - Trindade em 1996

### Inauguração
Em 1937, foi noticiado no jornal O Comércio do Porto que a conclusão das obras tinha sido já adjudicada, e que se previa a sua conclusão em cerca de oito meses. Devido à impossibilidade de utilizar o antigo projecto da estação, estava a ser elaborado um novo projecto. Nesse ano, o Jornal de Notícias relatou uma reunião entre o presidente da Comissão Administrativa do Porto, António Mendes Correia, e os representantes de várias entidades oficiais, onde se reafirmou a decisão de construir a nova estação nos terrenos do horto municipal, prevendo-se a realização de expropriações entre as Ruas Estêvão e Fernandes Tomás e a Praça da Trindade, para a construção de um largo em frente à futura estação. No antigo local, ao lado da Câmara municipal, seria construído o Palácio dos Correios e Telégrafos. No Comércio do Porto, foi sugerido que a Linha da Póvoa fosse electrificada, e que a estação da Trindade fosse instalada no primeiro andar do projectado Palácio dos Correios e Telégrafos, com viadutos desde o Túnel da Lapa até ao edifício, de forma a evitar a introdução de passagens de nível. Em meados de 1938, o novo projecto já estava concluído, relegando a estação para as proximidades da Rua Alferes Malheiro.
O edifício provisório da estação foi construído no local do horto municipal, tendo entrado ao serviço em 30 de Outubro de 1938. A estação contou desde o princípio com sinalização eléctrica e um moderno sistema de encravamentos, cuja parte mecânica foi concebida e instalada por pessoal da Companhia do Norte. Com a entrada em serviço da estação da Trindade, passou a ser a principal estação terminal da rede suburbana de via métrica do Porto, retirando esta função à Boavista, que passou a ser utilizada principalmente para o tráfego de mercadorias.
No entanto, após a inauguração, a Companhia do Norte aumentou consideravelmente as tarifas para a Trindade em relação à Boavista, o que provocou protestos por parte dos utentes, que enviaram uma representação ao Ministro das Obras Públicas, e boicotaram a nova estação, continuando a utilizar a Boavista. Estimou-se em mais de 90% o número de passageiros que boicotaram a estação da Trindade, excluindo o movimento verificado nos Domingos.

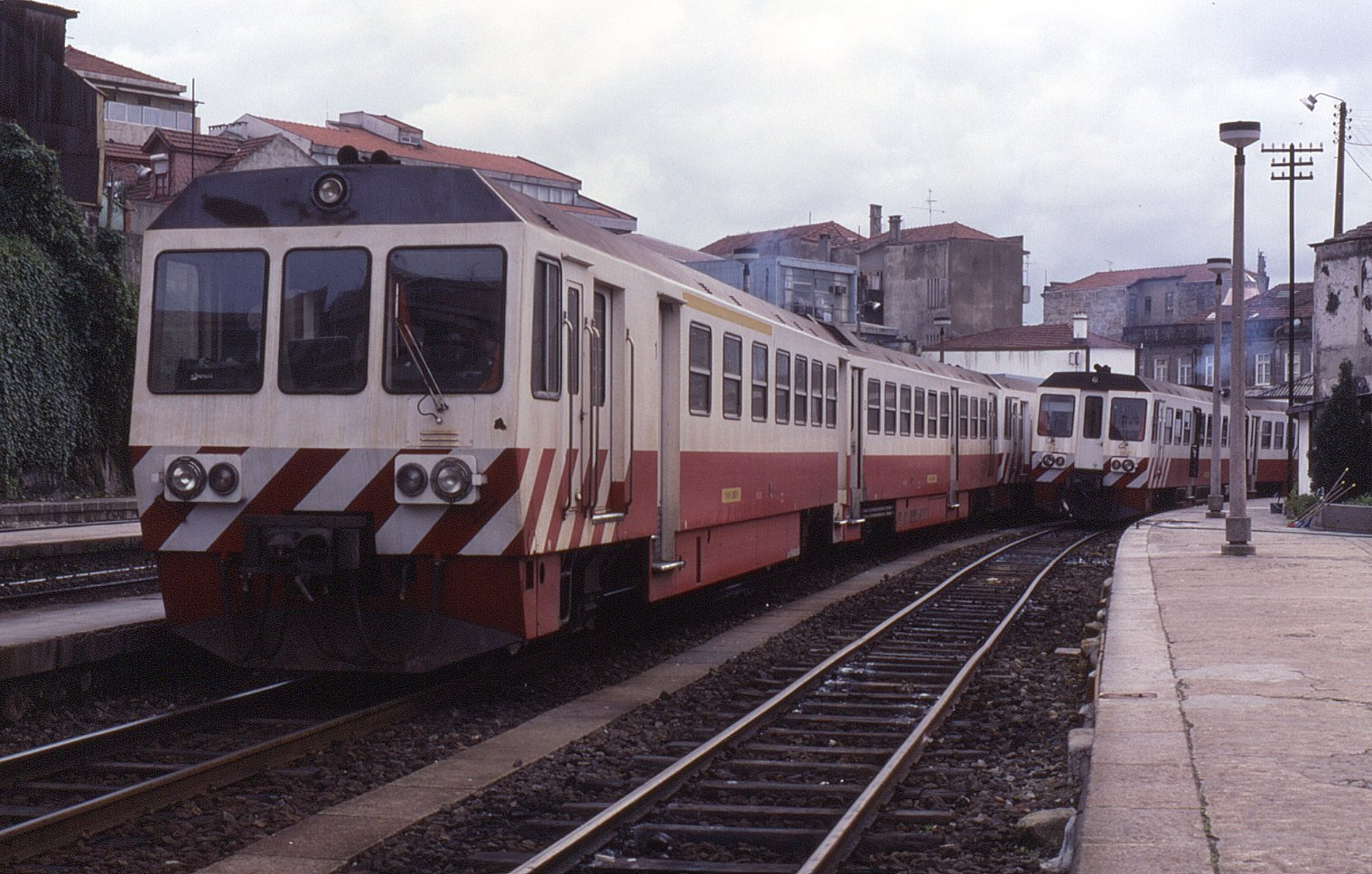
Automotoras da Série 9600 na Estação de Porto - Trindade, em 1990.

### Décadas de 1940 e 1950
Em 1 de Janeiro de 1947, a Companhia do Norte foi integrada na Companhia dos Caminhos de Ferro Portugueses, que passou a explorar as Linhas da Póvoa e Guimarães. Em 19 de Julho desse ano, o director da Companhia, Roberto Espregueira Mendes, anunciou a construção de um novo edifício para a estação, durante uma visita à cidade do Porto. Logo no dia seguinte a empresa ordenou o início das obras, que deveriam começar pelas plataformas da gare. A nova estação também não seria definitiva, prevendo-se que o edifício final só seria construído após a elaboração do plano ferroviário para a cidade e os arredores da cidade do Porto.
Em 17 de Agosto de 1948, a companhia organizou uma viagem especial de ida e volta entre a Trindade e a Póvoa, para experimentar quatro novas carruagens e um furgão de origem italiana, que tinham recentemente sido modernizados, e que entraram ao serviço no dia seguinte. Em 1949, já se tinha procedido à renovação da estação da Trindade, por ordem de Fausto de Figueiredo, presidente do Conselho de Administração da Companhia.
No XI Concurso das Estações Floridas, organizado em 1952 pela Repartição de Turismo do Secretariado Nacional de Informação e pela Companhia dos Caminhos de Ferro Portugueses, o chefe da estação da Trindade, Carlos Ferreira Patrício, foi premiado com uma menção honrosa. No XIII Concurso, realizado em 1954, a estação da Trindade foi premiada com um diploma de menção honrosa especial e um prémio de persistência.

### Décadas de 1980 e 1990
Em 1985, o movimento desta estação era de 133 comboios por dia de Segunda a Sábado, e 50 comboios aos Domingos e feriados.
Em 5 de julho de 1993, uma automotora proveniente de Vilar do Pinheiro entrou de forma desgovernada e a alta velocidade na estação de Porto-Trindade e subiu a plataforma, acabando por parar apenas no meio da rua em frente da estação. Este acidente causou um morto e cinco feridos.

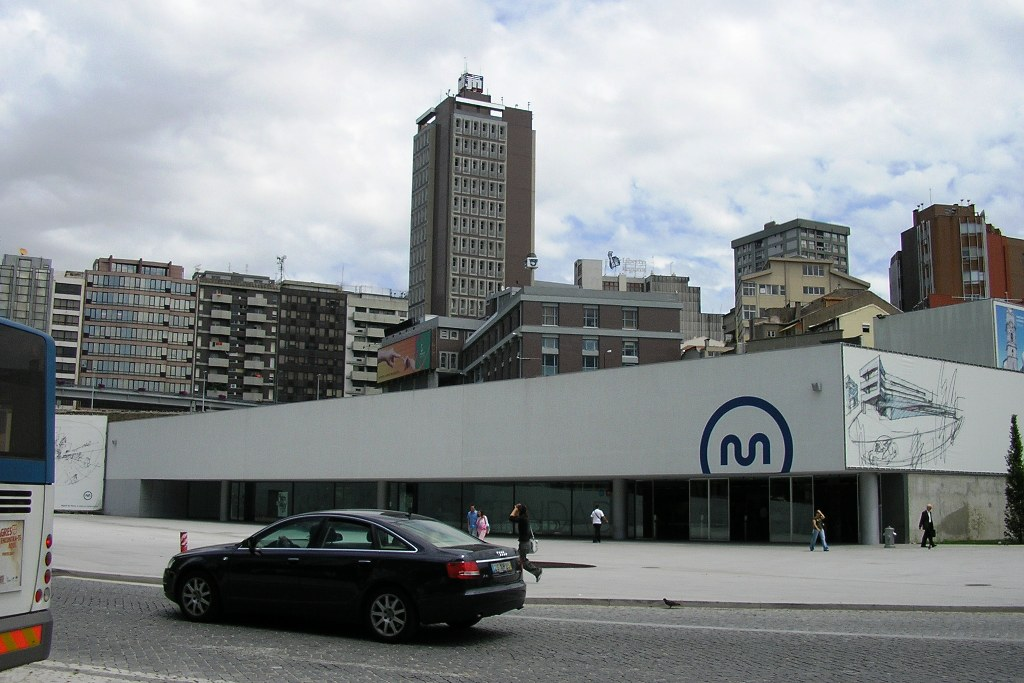
Estação Trindade do Metro do Porto

### Encerramento
Em 1996, já se estava a planear a construção de um transporte ferroviário ligeiro, o Metro do Porto, tendo-se determinado que parte da rede deste sistema aproveitaria parcialmente o corredor das linhas da Póvoa e de Guimarães, de Porto - Trindade à Póvoa de Varzim e à Trofa. O Despacho n.º 14086/2000, de 8 de Março, declarou de utilidade pública uma parcela de terreno anexa à estação de Porto - Trindade, onde estava situado um posto de abastecimento de combustíveis da companhia British Petroleum, para nesse local ser construída uma nova interface na Trindade, que seria parte do Metro do Porto.
Em 28 de Abril de 2001, o lanço entre Porto - Trindade e a Senhora da Hora foi encerrado, de forma a se iniciarem as obras de construção do Metro do Porto. No lugar da estação ferroviária de Porto-Trindade foi construída a estação de metro da Trindade. A linha de metro entre Trindade, Senhora da Hora e Senhor de Matosinhos foi inaugurada em 7 de dezembro de 2002.